# To My Surprise
I To My Surprise sono stati un gruppo alternative rock nato nel 2002 dall'idea di Shawn Crahan, componente del gruppo alternative metal Slipknot. Pubblicarono il loro primo album nel 2003, annunciando un futuro album che sarebbe dovuto uscire nel 2006. A causa della perdita del loro frontman Brandon Darner nel 2004, i To My Surprise si sciolsero senza avere il tempo di pubblicare il loro secondo album.

## Storia del gruppo
Il gruppo è stato influenzato da cantanti e gruppi come The Monkees, John Lennon, Pink Floyd e Jim Morrison. I componenti originali erano: Brandon Darner (un percussionista che apparse a volte nei tour degli Slipknot) che cantava e suonava la chitarra elettrica; Stevan Robinson Jr, bassista, e Shawn Crahan, percussionista, che ha scritto la maggior parte delle canzoni e curato l'aspetto della band. Tutti i componenti provengono da Des Moines, Iowa. Pubblicarono il loro album di debutto omonimo nel 2003, prodotto da Shawn Crahan e con Rick Rubin come produttore esecutivo. L'album destò poco interesse presso il pubblico. Successivamente il gruppo si affidò all'etichetta Roadrunner Records.
Il nuovo album, del quale è iniziata la produzione nel febbraio 2006, prevede una formazione leggermente diversa: Dorothy Hecht (cantante principale), Jarrod Brom (tastiere e chitarra), Paul Thompson (chitarra e voce), Wade Thompson (basso e voce) e Shawn Crahan (batteria e voce).
Il gruppo ha pubblicato tre canzoni nel 2006: Sad Fingers, Jump the Gun e Battleship.

## Formazione

### Ultima
- Dorothy Hecht – voce, tastiera (2005 - 2006)
- Stevan Robinson – chitarra, cori (2002 - 2006)
- Jarrod Brom – chitarra, tastiera (2005 - 2006)
- Paul Thompson – chitarra, cori (2005 - 2006)
- Wade Thompson – basso, cori (2005 - 2006)
- Shawn Crahan – batteria, percussioni (2002 - 2006)

### Ex componenti
- Brandon Darner – chitarra, voce (2002 - 2004)

## Discografia
- 2003 - To My Surprise